# Klimt-Villa

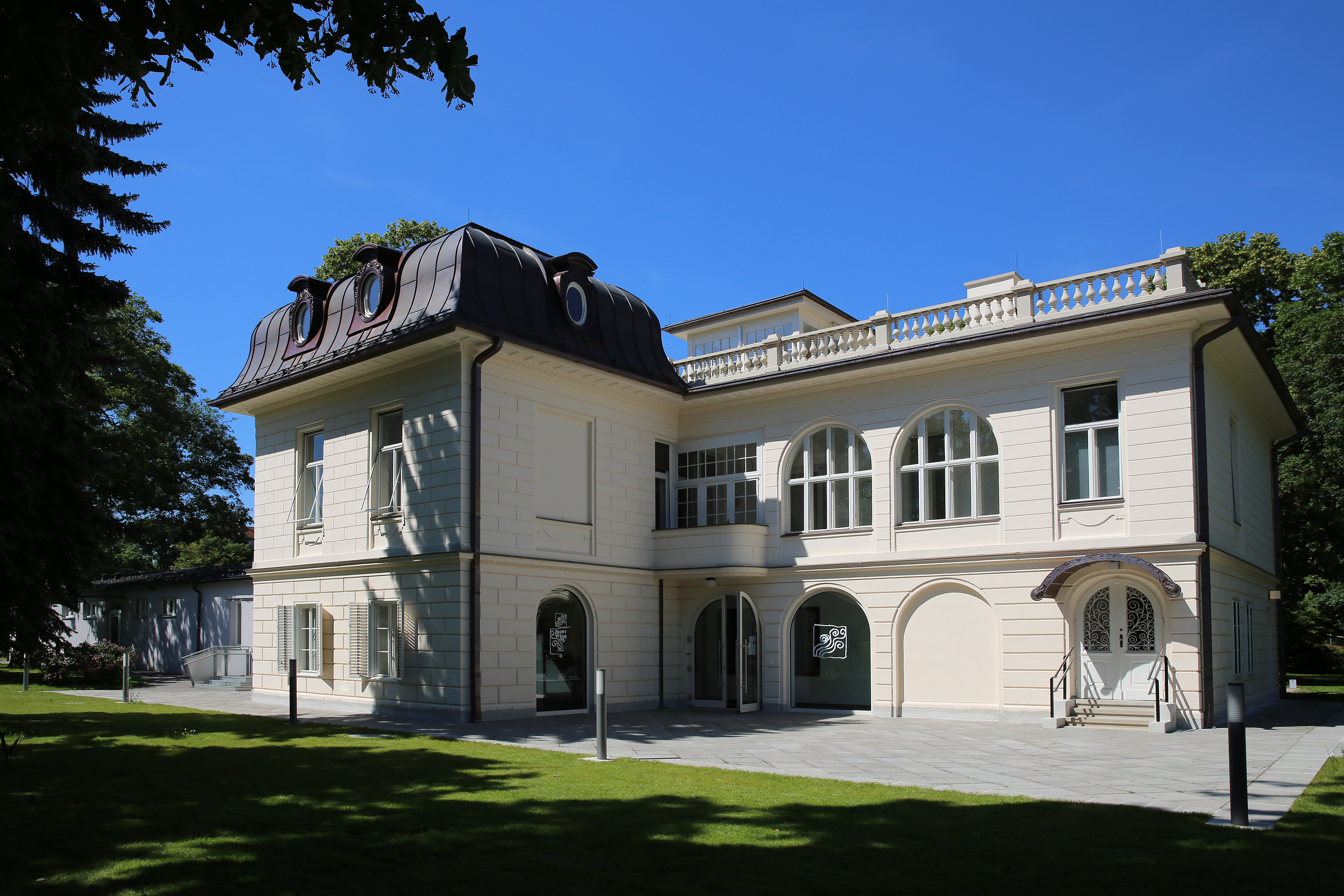
„Klimt-Villa“ (2013)

Als Klimt-Villa (auch Villa Werner) wird ein im 13. Wiener Gemeindebezirk Hietzing (Bezirksteil Unter-St.-Veit) in der Feldmühlgasse 11 stehendes, Anfang der 1920er Jahre errichtetes Villengebäude bezeichnet, das in seinem baulichen Kern das letzte Wiener Atelier des Malers Gustav Klimt enthält.

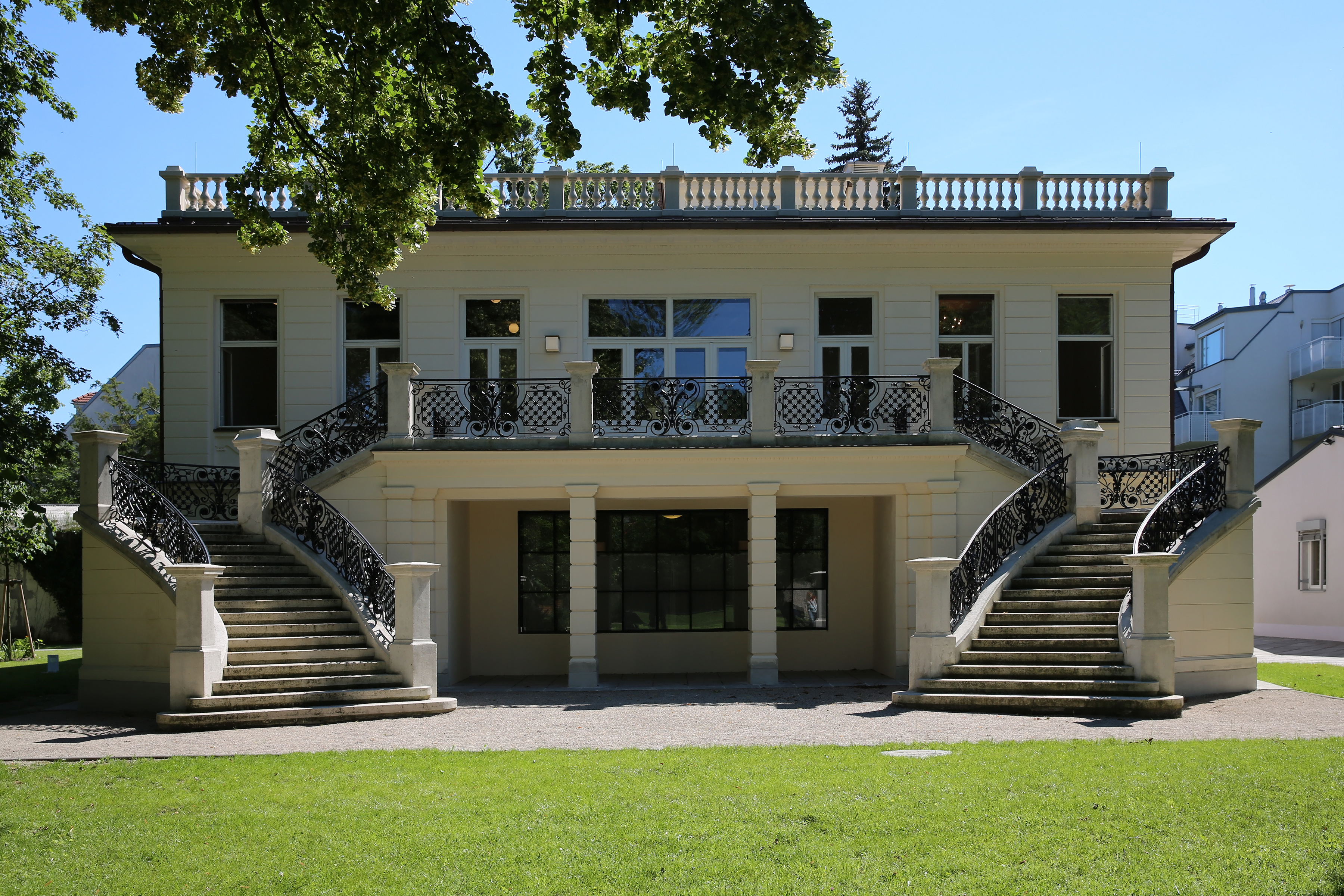
Nordseite mit Freitreppen (2013)

Die Verbindung des Begriffs Villa mit dem Namen Klimt ist unhistorisch und diente seit den 1990er Jahren dazu, die Erhaltung des heruntergekommenen Gebäudes zu bewirken. Klimt hat hier nicht in einer zweigeschoßigen, großbürgerlichen Villa gewohnt, sondern in einem schmucklosen, ebenerdigen Landhaus.

## Geschichte

### Klimts Atelier

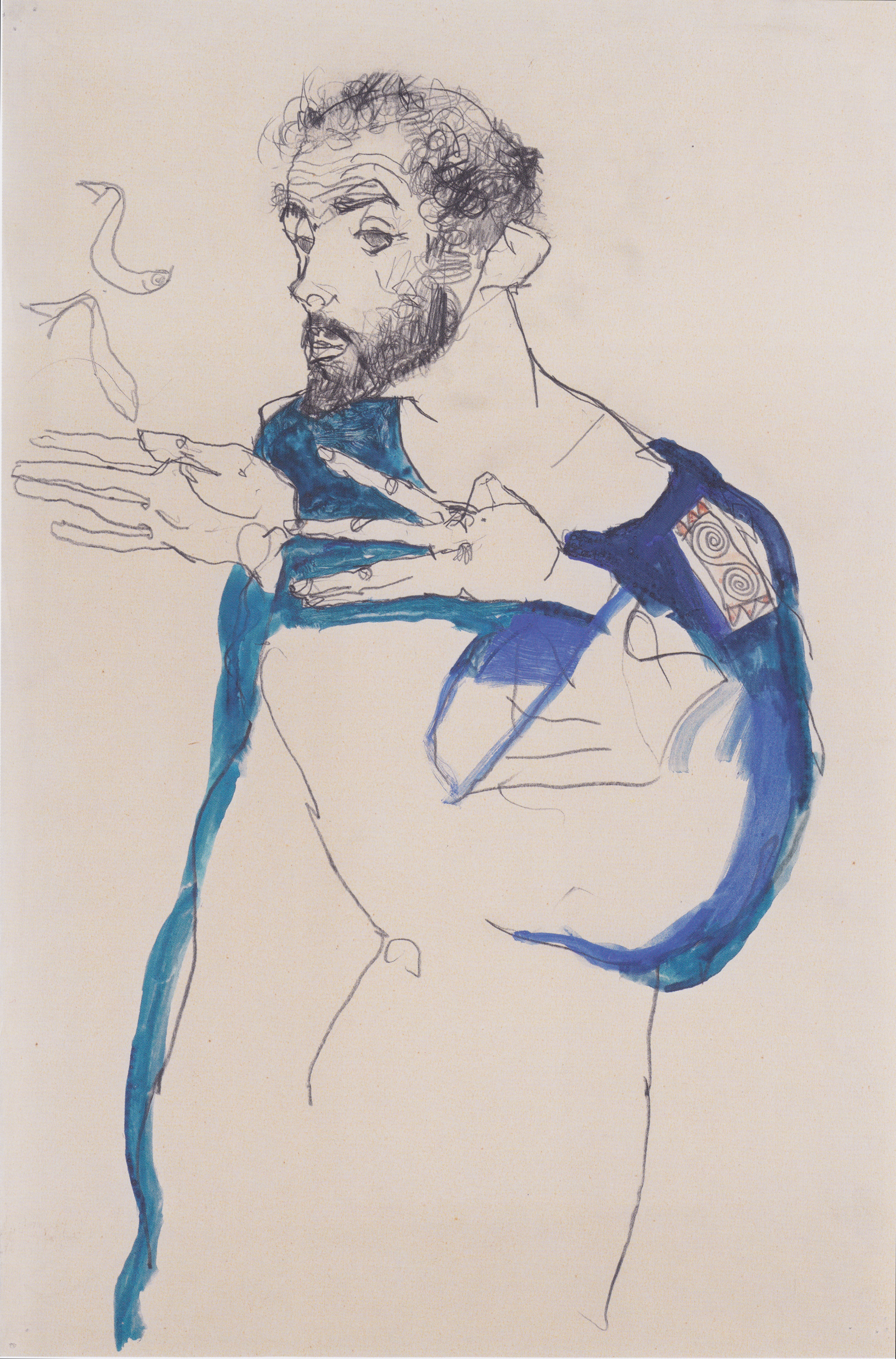
Gustav Klimt im blauen Malerkittel, Zeichnung von Egon Schiele (1913)

Bauforschungen von Helmut und Heide Buschhausen, Mario Schwarz und Gerhard Weißenbacher haben nachgewiesen, dass in das gegenwärtige, zweigeschoßige Villengebäude an der Adresse Feldmühlgasse 11 (frühere Adressbezeichnungen: Feldmühlgasse 9, Wittegasse 15) tatsächlich im Erdgeschoß Gustav Klimts letztes, von 1911/1912 bis 1918 verwendetes Atelier baulich inkorporiert wurde.
Im Sommer 1998 konnte durch weitere Forschungen von  Herbert Rasinger und Gerhard Weißenbacher der schlüssige Nachweis erbracht werden. Um diese – lange bestrittene – Tatsache rankte sich ein beträchtlicher Teil der über zehn Jahre gelaufenen Kontroverse um Verkauf und Abriss oder Bewahrung des Gebäudes.
Nach dem gegenwärtigen Forschungsstand liegt es nahe, dass der mit Klimt, aber auch mit der Besitzerfamilie der Liegenschaft, dem Möbelfabrikanten Josef Hermann, befreundete Maler Felix Albrecht Harta ihm empfohlen hat, das schlichte eingeschoßige Landhaus mit hohen Fenstern (so Arthur Roessler) als Atelier zu mieten. Klimt schrieb am 26. August 1911 an die Redaktion des Adressbuchverlages Lehmann: „Meine jetzige Adresse lautet ‚Gustav Klimt, Maler, XIII., Feldmühlgasse 9, nicht mehr VIII Josefstädterstr. 21‘.“ Zuvor befand sich sein Atelier von 1892 bis 1911 im Gartenpavillon des Hauses Josefstädter Straße 21 in Wien-Josefstadt.
Im November 1912 mietete Klimts Malerkollege Egon Schiele, dem er als väterlicher Freund half, ein Atelier in der Hietzinger Hauptstraße 101, nur vier Häuserblöcke von Klimts Haus entfernt. In Lehmann's Allgemeinem Wohnungs-Anzeiger war Klimt 1912 bis 1915 nur mit der Adresse Feldmühlgasse (damals mit Hausnummer 9) verzeichnet. Nach dem Tod seiner Mutter Anna schien er ab 1916 im Lehmann unter deren letzter Wohnadresse Westbahnstraße 36 in Wien-Neubau auf.
Klimts Werkverzeichnis enthält etwa zwölf Bilder, die er, wenn nicht im Sommer am Attersee aktiv, im Haus Feldmühlgasse gemalt haben dürfte. Unter anderem entstand hier, nach Rückkehr von der Sommerfrische am See, das Gemälde Litzlberg am Attersee (1914), das bei einer Versteigerung in New York im November 2011 um 40,4 Millionen Dollar (29,5 Millionen Euro) verkauft wurde.

### Ausbau zur Villa

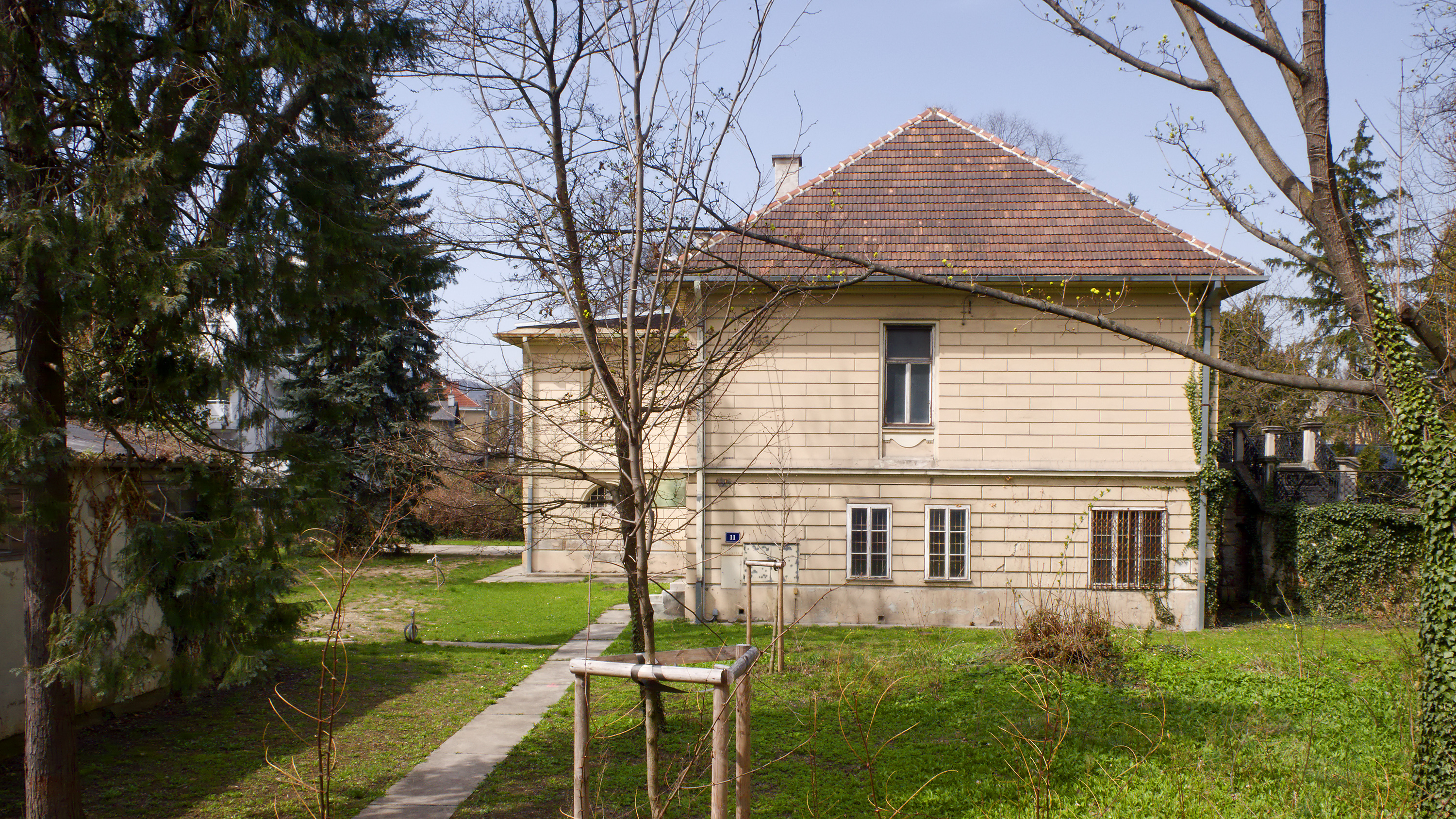
Seitenansicht der „Klimt-Villa“ von der Feldmühlgasse gesehen, vor der erfolgten Änderung im Dachbereich (2010)

1922 begann die kulturell interessierte (unter anderem mit Harta am Gründungsprozess der Salzburger Festspiele beteiligte) Familie Hermann den Villenbau rund um die erhaltenen Mauern von Klimts letzter Wirkungsstätte, den sie aber offenbar aus wirtschaftlichen Gründen unterbrechen musste. Das Gebäude wurde nach dem Tod von Josef Hermann von der nunmehrigen Alleinbesitzerin und Witwe Helene Hermann 1922 als Rohbau verkauft.
Erwerberin war Ernestine Werner, die bald darauf den Weingroßhändler Felix Klein heiratete. Sie ließ die Villa im damals beim k.u.k.-nostalgischen (speziell jüdischen) Großbürgertum verbreiteten „Rosenkavalier-Stil“ als zweigeschoßigen neobarocken Bau mit Freitreppe fertigstellen. Felix Klein war in Lehmanns Wiener Adressbuch 1928 erstmals, 1939 zum letzten Mal mit der Adresse Feldmühlgasse 11 eingetragen. (Über das kultivierte Leben in diesem Ambiente gibt eine Darstellung der Zeitzeugin Edith Crossman, geb. Werner, Auskunft.)

### Staatseigentum
Die jüdische Familie Klein musste 1939 fliehen und verkaufte die 1948 restituierte Villa 1954 um 500.000 Schilling an die Republik Österreich, die das Gebäude für Schulzwecke nutzte und durch moderne, ebenerdige Baulichkeiten im Umfeld ergänzte. Gegen den von Bundesdienststellen vor allem aus finanziellen Gründen betriebenen Verkauf des Gebäudes wandte sich kurz vor 2000 eine Bürgerinitiative, die sich im Jänner 1999 als Verein Gedenkstätte Gustav Klimt konstituierte und den Erhalt der Gebäudeteile mit dem Atelier und seinem weitläufigen Garten forderte. Der Verein erhielt die Villa vom Staat 2002–2007 als Prekarium (Bittleihe) und trat mit diversen kulturellen Veranstaltungen an die Öffentlichkeit.

### Kontroverse

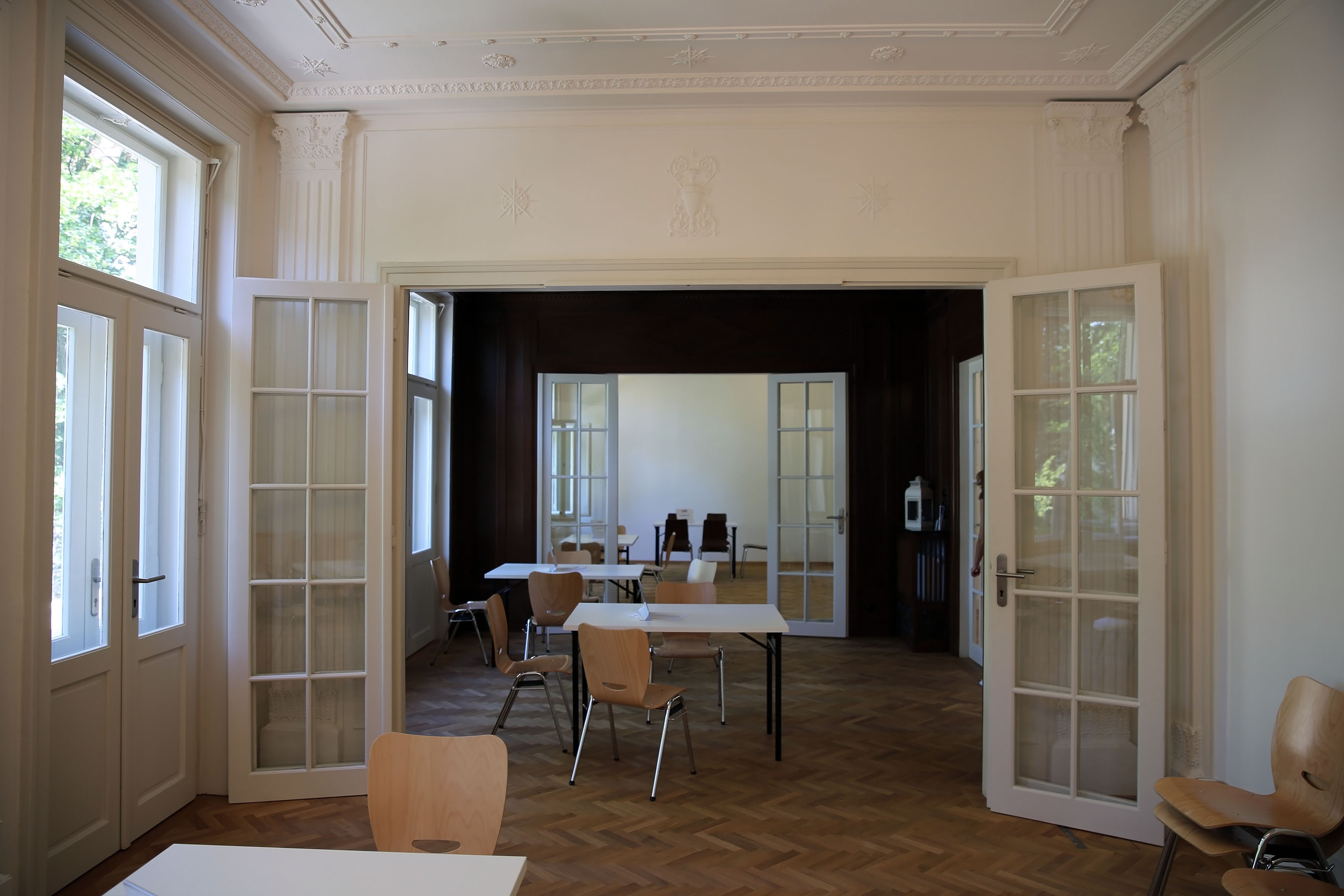
Obere Etage des Gebäudes (2013)

2007 übernahm die Österreichische Galerie Belvedere unter ihrer neuen Direktorin Agnes Husslein auf Einladung des Wirtschaftsministeriums das Areal zur musealen Nutzung, nahm aber 2008 von der Betreuung der Villa Abstand, da ihre Pläne zur Rückführung auf den Bauzustand zu Lebzeiten Klimts nicht akzeptiert wurden.
Die in Sachen Klimt-Villa aktiven Kreise haben stets die Rettung des Gebäudes und seines Parks angestrebt, wobei der gegebene Baubestand, allenfalls zurückgeführt auf den Zustand von 1923 ohne das 1958 aufgesetzte Walmdach, respektiert werden sollte. Husslein plante demgegenüber das Gebäude auf den Bestand zur Zeit Klimts zurückführen und dazu die Bauteile des neubarocken Villengebäudes zu entfernen. Dagegen wurde geltend gemacht, dass eine Rückführung des Bauzustandes auf die Zeit Klimts aufgrund mangelnder Dokumentation nicht möglich sei. Zudem repräsentiere die weitgehend erhaltene Villa eine wesentliche und bisher missachtete Kulturleistung des Wiener jüdischen Bürgertums.
Die 2007 geführte öffentliche Debatte über den etwaigen Abriss des Villengebäudes und die Herausschälung der Reste von Klimts Atelier gewann Ende des Jahres aufgrund eines Berichts über „geheime“ Abrisspläne erneut an Schärfe. Im März 2008 fiel letztlich aus denkmalschützerischen Erwägungen die Entscheidung des Wirtschaftsministeriums gegen das vom Belvedere präferierte Projekt bzw. für die Erhaltung der Villa sowie ihre behutsame Rückführung auf den Bauzustand zur Zeit ihrer Errichtung 1923 mit einem Flachdach.

### „Klimt-Villa“ seit 2012

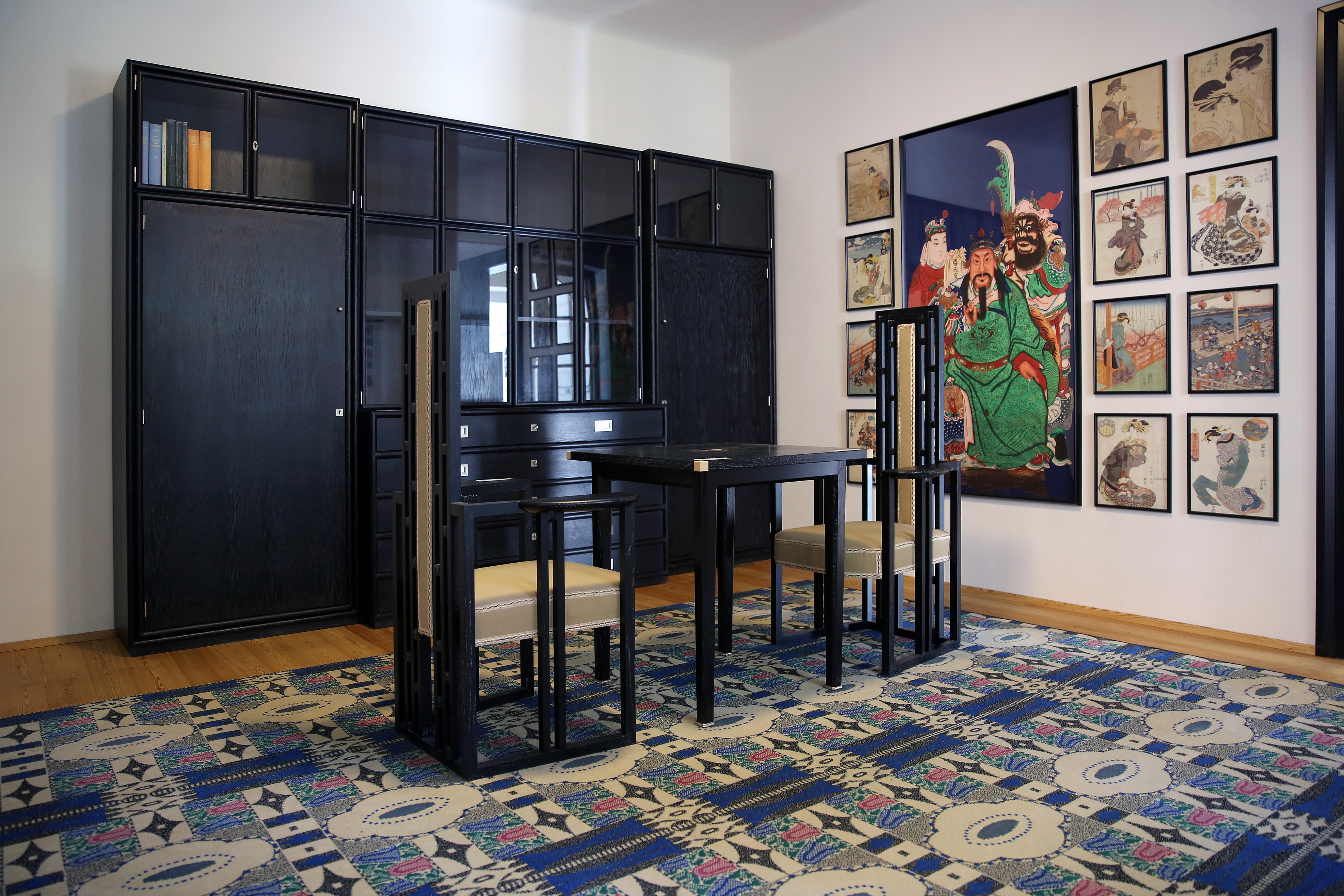
Das rekonstruierte Empfangszimmer (2013)

Das Wirtschaftsministerium übertrug 2008 den Fruchtgenuss an der Liegenschaft an das Kuratorium für künstlerische und heilende Pädagogik (Comenius-Institut, Präsidentin Elisabeth Rössel-Majdan) mit der Auflage, die ehemaligen Gustav-Klimt-Atelierräume der Öffentlichkeit als Gedenkstätte zugänglich zu machen.
Die Burghauptmannschaft Österreich renovierte zwei Nebengebäude nach den Bedürfnissen der neuen Nutzer. 2009 eröffnete das Comenius-Institut eine Behindertenwerkstatt, im gleichen Jahr wurde die Villa unter Denkmalschutz gestellt. 2010 stellten die neuen Nutzer ein Konzept für den Betrieb der Klimt-Gedenkstätte vor und bezifferten das nötige Budget mit 1,8 Millionen Euro. Die Sanierungsarbeiten begannen im Frühjahr 2011. Am 30. September 2012 wurden die Räume eröffnet. Rund um die Eröffnung wurde auch Kritik daran geäußert, dass das Gebäude seine heutige Form erst nach Klimts Tod erhielt, und dass die Einrichtung rekonstruiert ist.
Im Erdgeschoß wurden die Räumlichkeiten derart renoviert und gestaltet, dass Besucher einen Eindruck von den Gegebenheiten zu Zeiten der Nutzung durch Klimt erhalten. Bei der Rekonstruktion der Einrichtung orientierte man sich an Fotografien von Moriz Nähr aus dem Jahr 1918, überlieferten Beschreibungen durch Egon Schiele und Ōta Kijirō (Schreibweise in der Villa: Kijiro Ohta) sowie vorhandenen Originalmustern von Objekten. Im vorderen Bereich befindet sich das Empfangszimmer mit einer Einrichtung nach Entwürfen von Josef Hoffmann, die im Original von der Wiener Werkstätte hergestellt worden waren (Rekonstruktion von Tisch und Stühlen: HTL Mödling, Teppich: Backhausen).

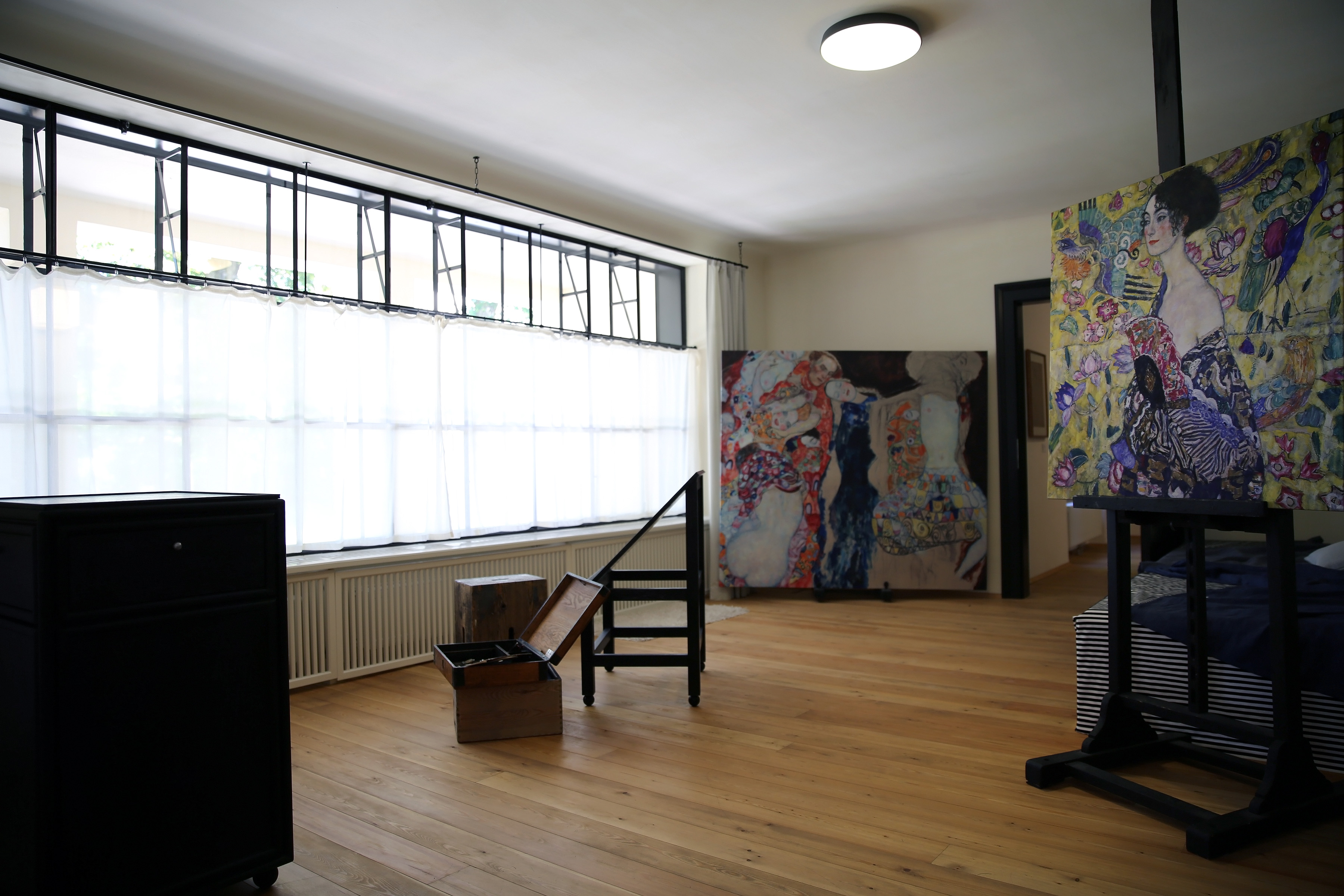
Das rekonstruierte Atelier Klimts (2013)

Neben vier kleineren Räumen, in denen mit Informationstafeln, Ausstellungsstücken und mehreren Zeichnungen Klimts diese Jahre seines Lebens, insbesondere seine Modelle und Beziehungen, erläutert werden, bildet das rekonstruierte Atelier an der Nordseite den Mittelpunkt der Ausstellung. Wie auf einer Fotografie Nährs zu sehen, sind hier auch Reproduktionen der Gemälde Dame mit Fächer (1917/18) und Die Braut (1917/18, unvollendet) auf Staffeleien ausgestellt.
Im Garten befinden sich noch zwei von Klimt selbst gepflanzte Duftrosenstöcke (Gattung Rosa damascena).
2022 wurde vor der Südfassade der Villa eine nach Entwürfen des niederösterreichischen Künstlers Erwin Kastner handgeschmiedete, Klimt darstellende Skulptur aufgestellt, die ihren Schatten in eine Nische der Fassade der Villa wirft.

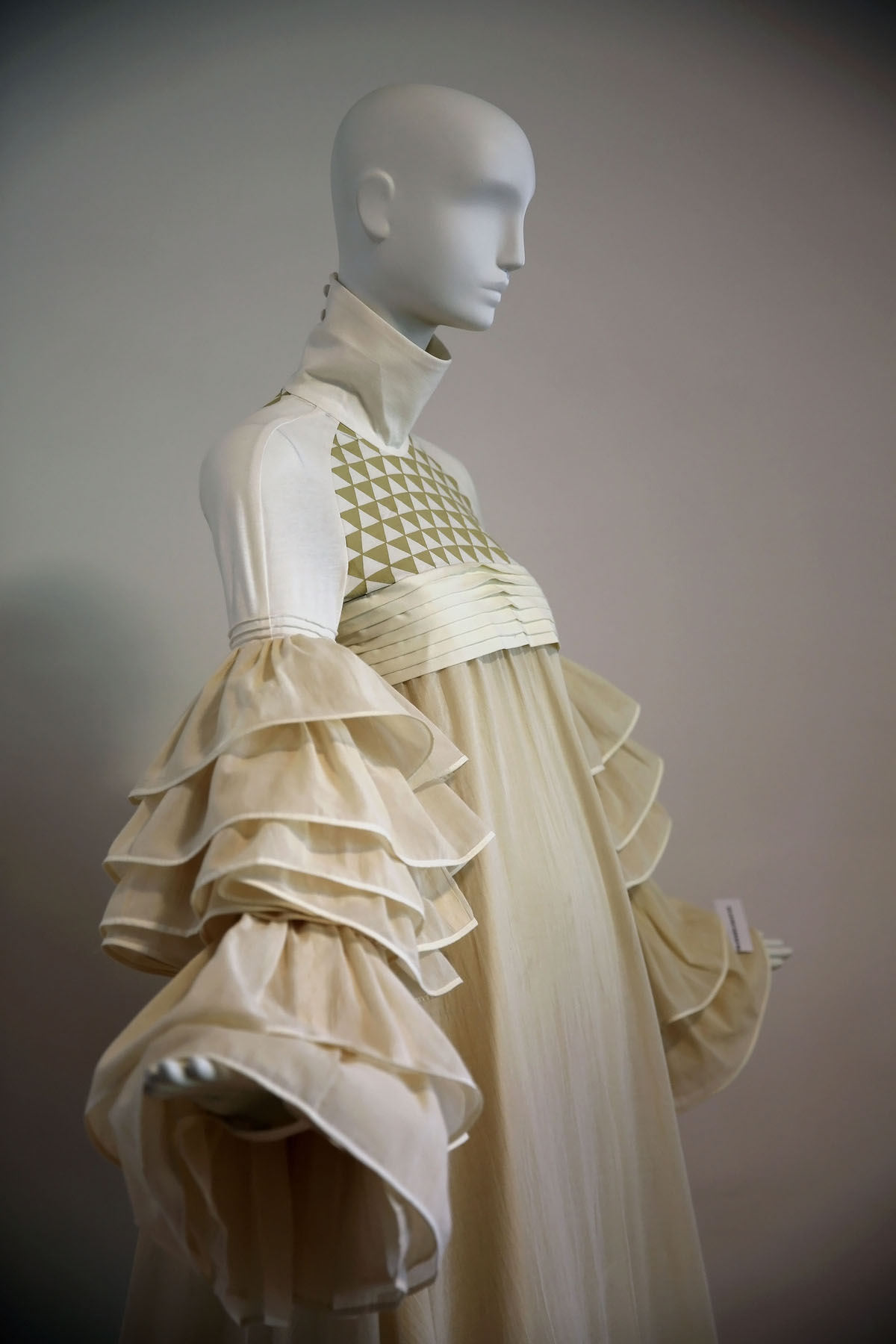
Kleid nach Entwurf des Salons Schwestern Flöge
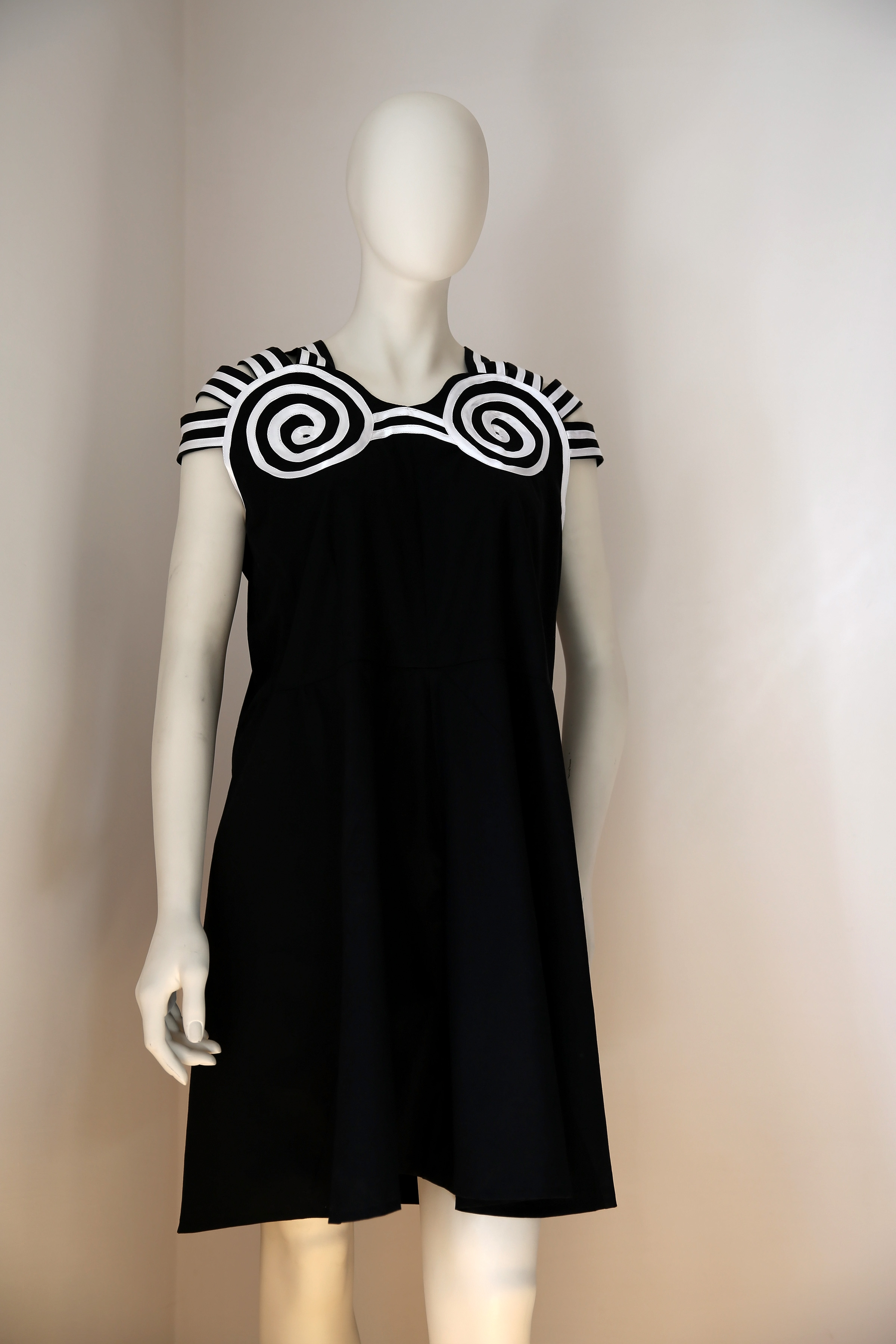
Badekleid Emilie Flöges
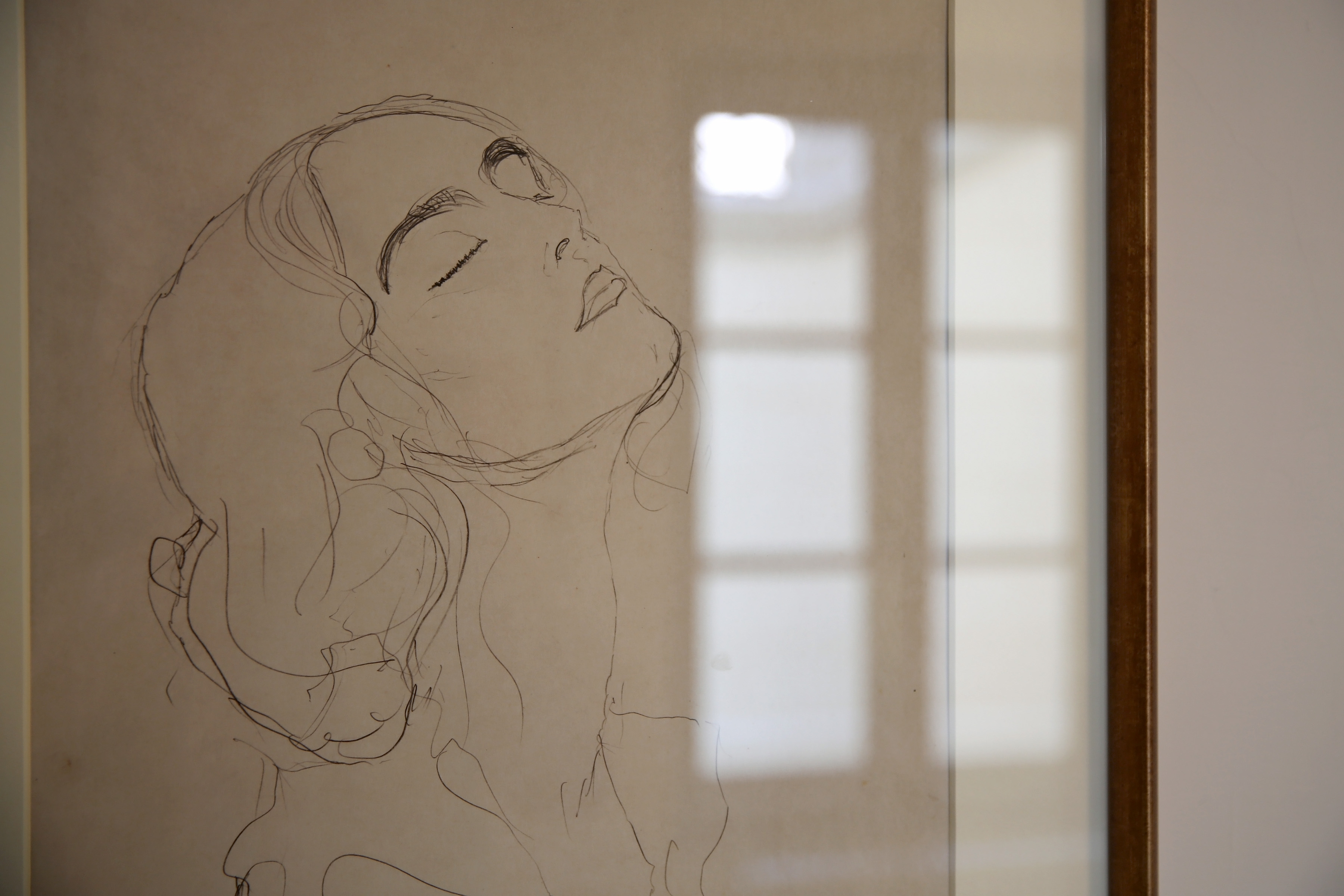
Gustav Klimt: Mädchenkopf mit geschlossenen Augen (1913)
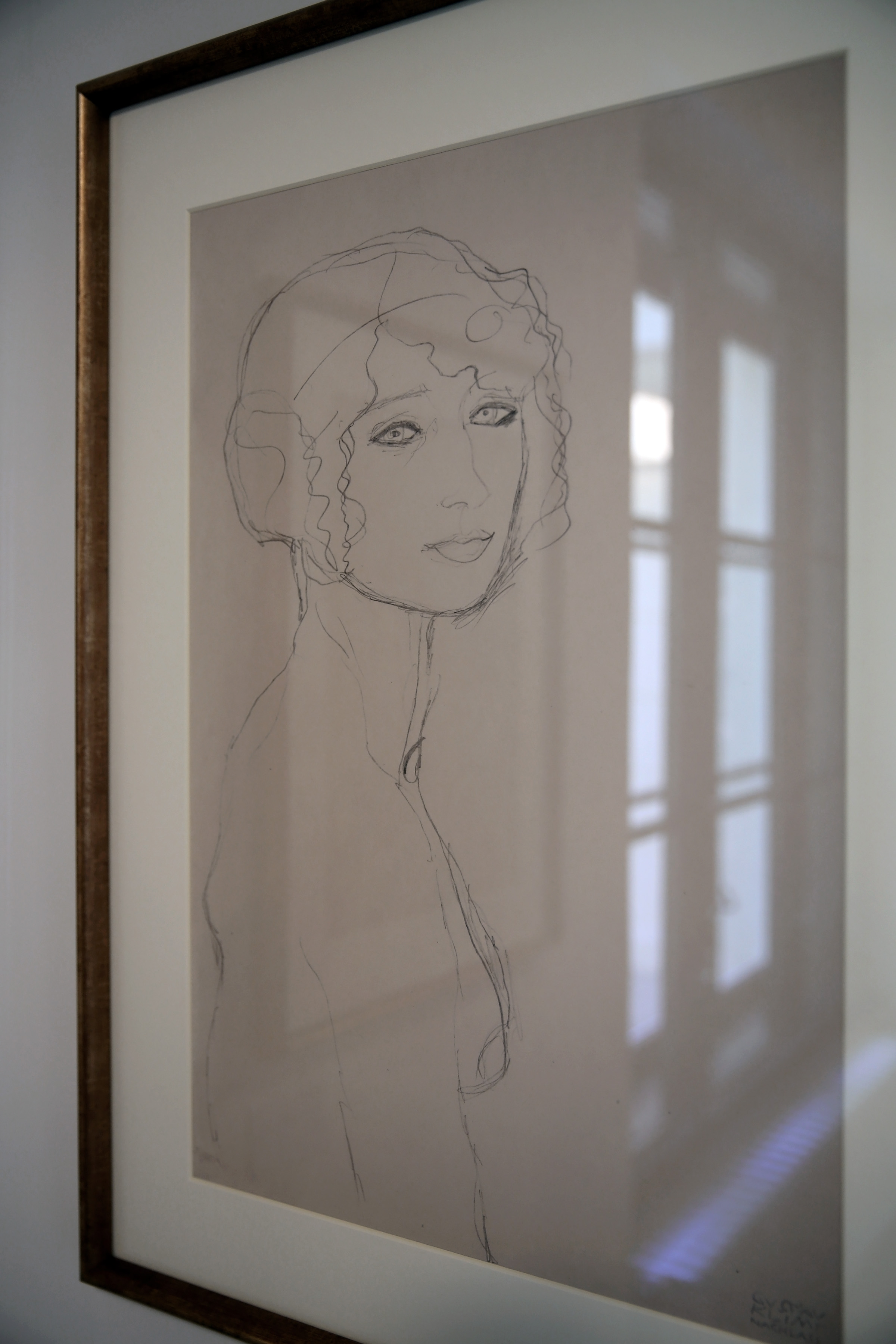
Gustav Klimt: Brustbild eines Frauenaktes (um 1916)
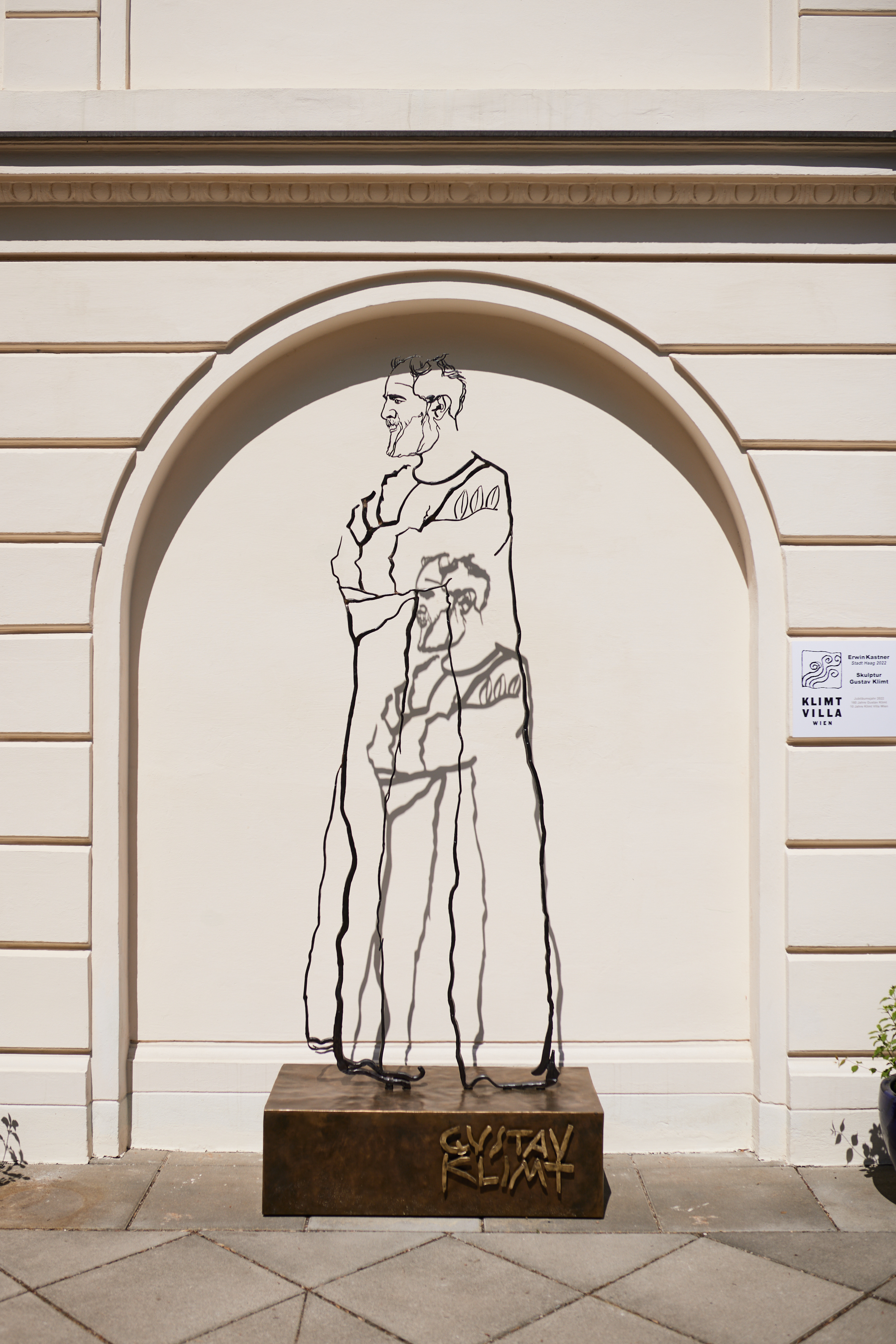
Die Klimt darstellende Skulptur vor der Südseite der Villa